# Запис липа код цркве (Габровац)
Запис липа код цркве (Габровац) се налази на парцели чији је власник Српска православна црква.

## Локација
| Општина             | Ниш-Палилула                                                                |
| Катастарска општина | Габровац                                                                    |
| Потес               | Црквиште                                                                    |
| Координате          | 43° 15′ 49″ С; 21° 55′ 33″ И / 43.263500000000001° С; 21.925699999999999° И |
| Надморска висина    | 317m                                                                        |

## Карактеристике
Дендрометријске вредности утврђене на терену и сателитским снимцима:
| Стабло                     | Липа |
| Висина стабла              | m    |
| Обим дебла                 | m    |
| Пречник крошње             | 19m  |
| Пречник дебла              | m    |
| Висина дебла до прве гране | m    |

## База записа
Запис је у оквиру Викимедија пројекта "Запис - Свето дрво" заведен под редним бројем 1075.